# Шах Рух Хан
Шах Рух Хан ( Њу Делхи,2. новембар 1965) је индијски глумац, филмски продуцент и водитељ. Познат као "Краљ Кан" и "Краљ Боливуда", глумио је у више од 80 боливудских филмова. Своју каријеру започео је појављивањем у неколико телевизијских серија у периоду од 1988. до 1990. Његов први дебитантски филм Deewana (1992), постигао је велики успех. Добитник је осам награда за најбољег глумца године, а и других награда у другим доменима. Због свог доприноса филму, Влада Индије доделила му је награду Padma Shri (2005), а Влада Француске награде Ordre des Arts et des Lettres (2007) и Légion d'honneur (2014). Од Унеска је добио награду Pyramide con Marni због улагања у образовање сиромашне деце. Он се често појављује на листама најпопуларнијих, најутицајнијих људи Индије. Најпаћенији је глумац Боливуда, као и глумац који се највише појављује у рекламама.

## Биографија
Шах Рух Хан је рођен 2. новембра 1965. године у муслиманској породици у Њу Делхију. Његова мајка се звала Латиф Фатимет. Била је усвојена ћерка генерал-мајора Шах Наваза Кан Јануа клана, који је служио као генерал у Индијској националној армији. Његов отац се звао Таџ Мохамед Кан. Био је борац за слободу града Пешавар у Пакистану. Његови родитељи венчали су се 1959. године. Кан има старију сестру Шеназу.
Првих пет година живота живео је у Мангалору, потом се породица преселила у Њу Делхи. Његова породица припадала је средњој класи. Отац је био бизнисмен и имао је компанију за транспорт, а мајка је била социјални радник.
Похађао је St.Columba’s школу, где се истицао у спортовима, глуми и академији. Добитник је највише школске награде, Мач части. Првобитно, Кан је желео да се бави спортом, али након повреде рамена посветио се позоришним представама. Истакао се имитацијама боливудских глумаца, од којих су његове омиљене биле Амитаб Бачан и Мумтаз. Касније је похађао Хансрај колеџ (1985—1988). Након колеџа студирао је масовне комуникације у Jamia Millia Islamia. Његов отац умро је од канцера 1981. године, а мајка од дијабетеса 1991. године. После смрти родитеља, 1991. Кан се преселио са сестром у Мумбај. Исте године, 25. октобра оженио је Гаури Кан, коју је упознао још за време колеџа. Данас имају двојицу синова- Арјана (1997) и Абрама (2013) и ћерку Сухену (2000).
Насрен Муни Кабир је 2005. продуцирао документарац из два дела под називом Унутрашњи и спољашњи свет Кана. Филм представља његов уметнички и приватни живот. Његов породични живот описан је у књизи Still Reading Khan(2006).
Музеј воштаних фигура Мадам Тисо садржи Канову воштану фигуру која је постављена у априлу 2007. године. Тиме је постао трећи индијски глумац који има своју воштану фигуру. Додатне статуе налазе се у музејима у Лос Анђелесу, Хонг Конг, Њујорку и Вашингтону.

## Каријера

### Глума
Када је добио дилому из економије а Хансрај колеџу, Универзитета у Делхију, уписао је мастер из масовних комуникација. Напустио је студије да би се посветио глумачкој каријери. Ушао је у филмску индустрију захваљујући раду на телевизији и у позоришту. Каријеру на малим екранима започео је када се појавио у телевизијској серији Fauji (1988) и Циркус(1989). Своју каријеру у Боливуду започео је филмом Deewana(1992). Улогом у том филму добио је награду за најбољег мушког дебитанта. Након овог филма играо је негативне улоге у филмовима Darr(1993) и Baazigar(1993). Он је добио улогу традиционалних хероја и ту је створију своју верзију зликовца. Baazigar му је донео награду за најбољег мушког глумца. Захваљујући Darr-у почео је да сарађује са Јаш Чопром, највећом продукцијском кућом. Исте године глумио је музичара у филму Kabhi Haan Kabh који му је донео награду за најбољег извођача. Улогом психотичног љубавника у филму Anjaam(1994) добио је награду за најбољег негативног лика.
Године 1995. Кан је глумио у седам филмова. Први је био филм Rakesh-a Roshan-a Karan Arjun. Најзначајнији филм те године био је Чоприн филм Dilwale Dulhania Le Jayenge (Храбро срце ће одвести невесту) који је Кану донео велики успех. Овом улогом требало је да представи улогу љубавника, али је добио титулу романтичног хероја. Добио је другу награду за најбољег глумца године. Тај филм је постао један од најуспешнијих боливудских филмова. Освојио је десет Филмфареових награда. Објављен је 20. октобра 1995. и до 2011. се пуштао у мумбајском позоришту, чиме је постао филм који се икад најдуже пуштао.
Године 1996. снимио је четири филма Arm, Dushman Duniya Ka, Chaahat и English Babu Desi Mem, који нису доживели велики успех код публике. Наредне године у поновној сарадњи са Јаш Чопром у филму Dil To Pagal Hai(Срце је лудо) добио је још једну награду за најбољег глумца године. Други значајни филови били су Yes Boss и Pardes. 
Кан је играо главне улоге у три филма и имао је једну специјалну гостујућу улогу 1998. године. Први филм била је акциона комедија Duplicate, затим Dil Se, који није добро прошао у Индији, али јесте у иностранству. Највећи хит те године био је Kuch Kuch Hota Hai ( Пусти срце да говори)који му је донео четврту награду за најбољег глумца године. Овим улогама Кан је постао водећи романтични јунак, а да ниједном није пољубио своје партнерке.
Канов једини филм из 1999. године био је Baadshah. У првом филму своје продукцијске куће, Phir Bhi Dil Hai Hindustani, Кан је играо главну улогу.
Такође глумио је у филму Aditye Chopre Mohabbatein(2000) и у филму Josh који је доживео велики успех. Кан је играо споредну улогу у историјско-политичкој драми Hey Ram(2000) која је снимљена два пута, на језику хинди и на тамилском језику. Други највећи хит у Индији 2001. године била је породична драма Kabhi Khushi Kabhie Gham. У историјском епу Asoka глумио је цара Ашоку. Филм је приказан на Филмском фестивалу у Венецији и Интернационалном филмском феситвалу у Торонту.
У децембру 2001. године повредио је кичму током снимања акционог филма Shakti: The Power. Дијагностикована му је дискус хернија и због тога је ишао на неколико алтернативних терапија. Ниједна од њих није дала трајне резултате, па је због тога трпео јаке болове током снимања. До почетка 2003. године стање му се толико погоршало да је морао на операцију у Лондон. У јуну се вратио на снимања, али је одлучио да смањи годишњи број улога.
Године 2002. остварио се у улози бунтовног алкохоличара у филму Devdas. Главне женске улоге имале су Aishwarya Rai и Maduri Dixit. Филм је добио бројне награде укључујући десет Филмфарових награда. Исте године заједно са Maduri Dixit у породичној драми Hum Tumhare Hain Sanam.
У романтичном филму ’’Сhalte Chalte (2003) играо је главну улогу. Филм је пуштен на Филмском фестивалу у Казабланки. Затим је играо у романтичном филмуKal Ho Naa Ноо где је тумачио срчаног болесника.
Врло успешна за Кана била је 2004 година. Играо је војника у филму Main Hoon Na. То је био први филм његове нове продукцијске куће. Потом играо је у филму Veer Zaara ( Легенда о љубави) који говори о индијско-пакистанском сукобу. Он му је донео неколико награда. Филм је приказан на Филмском фестивалу у Берлину. Последња улога 2004. године била је у социјалној драми Swаdеs. Ту је играо научника из НАСЕ који се враћа у Индију. Једино остварење из 2005. године био је филм Paheli (Загонетка) који је у Индији био номинован за Оскара.
Kabhi Alvida Naa Kehna(Никад не реци збогом) је романтични мјузикл који говори о двоје људи у несрећном браку у Њујорку који започиње афере. То је индијски филм који је зарадио највише пара изван Индије, више од 16 милиона долара. Акциони филм Don је римејк истоименог филма из 1978. године. За оба филма је номинован за најбољег глумца.
У 2007. години играо је играча хокеја који води индијски национални женски хокејашки тим у филму Chak De! India. Улога у овом филму донела му је награду за најбољег глумца. Исте године играо је у мелодрами Om Shanti Om , тумачећи уметника из 1970. који је поново рођен 2000-их као позната личност. Трећи пут сарађивао је са Адитом Чопром у романтичној драми Rab Ne Bana Di Jodi (2008). У децембру 2008. године повредио је раме на снимању Mudassar Aziz’s Dulha Mil Gaya. Ишао је на физиотерапије које нису давале резултате, па је отишао на операцију у фебруару. Филм Billu снимљен је 2009. године у коме игра боливудску суперзвезду, која заправо представља њега.
My name is Khan(2010) је један од боливудских филмова који су зарадили највше изван Индије. Донео му је осму награду за најбољег глумца. Филм је базиран на истинитој причи и говори о томе како људи доживљавају ислам након напада 11. септембра. Игра муслимана који пати од аспергеровог синдрома и који креће по Америци да би упознао председника. 
У научнофантастичном филму из 2011. године,Ra One , тумачи јунака који прави видео игрице. Исте године снимљен филм Don2 у ком није имао каскадера. Једини филм из 2012. године је Jab Tak Hai Jaan. 
Познати филмови су му такође Chennai Express(2013), 3 Idiots(2013), Happy New Year(2014).
Каново следеће појављивање било је у комедији Dilwale. Филм је добио доста негативних критика, али упркос томе зарадио је доста новца. Потом је играо у трилеру Fan. Недуго затим вратио се романтичним улогама у филмовима Jab Harry Met Sejal (2017) и Zero(2018).

### Продукција и режија
Сопствену продуцентску кућу Dreamz Unlimited основао је 1999. године заједно са Juhi Chawla и директором Aziz Mirzom. Заједно са њима, продуцирао је три филма у периоду од 1999-2003. Први филм био је Phir Bhi Dil Hai Hindustani у којем је Кан глумио. Прва два филма Phir Bhi Dil Hai Hindustani и Ashoka нису наишла на добар одзив код публике. Након што се партнерство завршило, Кан је заједно са Гаури основао другу продукцијску кућу под именом Red Chillies Entertainment 2004. године. Продуцирао је и играо главне улоге у филмовима Main Hoon Na и Paheli. Он се појавио у већини филмова или у главној улози или у гостујућој. Кан је повремено учествовао у писању текста песама за своје филмове. Последњи филм био је Om Shanti Om.
продукција 
- Phir Bhi Dil Hai Hindustani (2000)
- Ashoka (2001)
- Chalte Chalte (2003)
- Main Hoon Na (2004)
- Kaal (2005)
- Paheli (2005)
- Om Shanti Om (2007)

режија
- Kuch Kuch Hota Hai (1998)
- Main Hoon Na (2004)
- Kabhi Alvida Naa Kehna (2006)
- Om Shanti Om (2007)
- Billu Barber (2008)

### Водитељ
Кан је водитељ великог броја емисија. Он је 2007. године постао водитељ треће сезоне популарне емисије Kaun Banega Crorepati, индијске верзије Желите ли да постанете милионер?. Био је водитељ квиза Kya Aap Paanchvi Pass Se Tez Hain?(2008), индисјке верзије Да ли сте паметнији од ђака петака?

## Награде и номинације
Филмфарове награде
Добијене награде
- 1993 - Филмфареова награда за најбољег мушког дебитанта за Deewana
- 1994 - Филмфареова награда за најбољег глумца за Baazigar
- 1994 - Филмфареова награда критичара за најбоље извођење за Kabhi Haan Kabhi Naa
- 1995 - Филмфареова награда за најбољег негативца за Anjaam
- 1996 - Филмфареова награда за најбољег глумца за Dilwale Dulhania Le Jayenge
- 1998 - Филмфареова награда за најбољег глумца за Dil To Pagal Hai
- 1999 - Филмфареова награда за најбољег глумца за Kuch Kuch Hota Hai
- 2001 - Филмфареова награда критичара за најбоље извођење за Mohabbatein
- 2003 - Филмфареова награда за најбољег глумца за Devdas
- 2005 - Филмфареова награда за најбољег глумца за Swades
- 2008 - Филмфареова награда за најбољег глумца за Chak De India

Специјалне награде
- 2002 - Filmfare Special Award Swiss Consulate Trophy
- 2004 - Filmfare Power Award
- 2005 - Filmfare Power Award

Номинације за награде
- 1994 - Филмфареова награда за најбољег глумца за Kabhi Haan Kabhi Naa
- 1994 - Филмфареова награда за најбољег негативца за Darr
- 1998 - Филмфареова награда за најбољег глумца за Yes Boss
- 1999 - Филмфареова награда за најбољег негативца за Duplicate
- 2000 - Филмфареова награда за најбољу комедију за Baadshah
- 2001 - Филмфареова награда за најбољег глумца за Mohabbatein
- 2002 - Филмфареова награда за најбољег глумца за Kabhi Khushi Kabhie Gham
- 2004 - Филмфареова награда за најбољег глумца за Kal Ho Naa Ho
- 2005 - Филмфареова награда за најбољег глумца за Main Hoon Na
- 2005 - Филмфареова награда за најбољег глумца за Veer Zaara
- 2007 - Филмфареова награда за најбољег глумца за Kabhi Alvida Naa Kehna
- 2007 - Филмфареова награда за најбољег глумца за Don - The Chase Begins Again
- 2008 - Филмфареова награда за најбољег глумца за Om Shanti Om

 Star Screen награде
Добијене награде
- 1996: Star Screen награда за најбољег глумца за Dilwale Dulhaniya Le Jayenge
- 2002: Star Screen Award Jodi No. 1 (заједно са Kajol) за Kabhi Khushi Kabhie Gham
- 2003: Star Screen награда за најбољег глумца за Devdas
- 2003: Star Screen Award Jodi No. 1 (заједно са Aishwarya Rai) за Devdas
- 2005: Star Screen награда за најбољег глумца за Veer-Zaara
- 2005: Star Screen Award Jodi No. 1 (заједно са Preity Zinta) за Veer-Zaara
- 2007: Star Screen Award Jodi No. 1 (заједно са Rani Mukerji) за Kabhi Alvida Naa Kehna
- 2008: Star Screen награда за најбољег глумца за Chak De India
- 2008: Star Screen Award Jodi No. 1 (заједно са Deepika Padukone) за Om Shanti Om

Номинације за награде
- 1998: Star Screen награда за најбољег глумца за Dil To Pagal Hai
- 1999: Star Screen награда за најбољег глумца за Kuch Kuch Hota Hai
- 2001: Star Screen награда за најбољег глумца за Mohabbatein
- 2002: Star Screen награда за најбољег глумца за Kabhi Khushi Kabhie Gham
- 2004: Star Screen награда за најбољег глумца за Chalte Chalte
- 2006: Star Screen награда за најбољег глумца за Paheli
- 2007: Star Screen награда за најбољег негативца за Don - The Chase Begins Again

IIFA награде
Добијене награде
- 2003: IIFA награда за најбољег глумца за Devdas
- 2005: IIFA награда за најбољег глумца за Veer-Zaara

Номинације за награде
- 2001: IIFA награда за најбољег глумца за Mohabbatein
- 2002: IIFA награда за најбољег глумца за Kabhi Khushi Kabhie Gham
- 2006: IIFA награда за најбољег глумца за Paheli
- 2007: IIFA награда за најбољег глумца за Don - The Chase Begins Again
- 2008: IIFA награда за најбољег глумца за Chak De India

Боливудске филмске награде
- 1999: Боливудска филмса награда за најсензационалнијег глумца за Dil Se
- 1999: Боливудска филмска награда за најбољег глумца за Kuch Kuch Hota Hai
- 2003: Боливудска филмска награда за најбољег глумца за Devdas
- 2005: Боливудска филмска награда за најбољег глумца за Veer-Zaara

GIFA награде
- 2004: GIFA награда за најбољег глумца за Veer-Zaara
- 2004: GIFA награда за најпретраженијег мушког глумца на интернету

Zee Cine награде
Добијене награде
- 1998: Zee Cine награда за најбољег глумца за Dil To Pagal Hai
- 1999: Zee Cine награда за најбољег глумца за Kuch Kuch Hota Hai
- 2003: Zee Cine награда за најбољег глумца за Devdas
- 2004: Zee Cine награда за звезду године за Kal Ho Naa Ho
- 2005: Zee Cine награда за најбољег глумца за Veer-Zaara
- 2007: Fun Cinema Entertainer of the year за Don - The Chase Begins Again
- 2008: Zee Cine за најбољег глумца за Chak De! India
- 2008: Zee Cine награда за идола

Номинације за награде
- 2005: Zee Cine награда за најбољег глумца за Main Hoon Na
- 2005: Zee Cine награда за најбољег глумца за Swades
- 2006: Zee Cine награда за најбољег глумца за Paheli
- 2007: Zee Cine награда за најбољег глумца за Kabhi Alvida Naa Kehna
- 2007: Zee Cine награда за најбољег глумца за Don - The Chase Begins Again
- 2008: Zee Cine награда за најбољег глумца за Om Shanti Om